# Madiyar Kuramusov
Madiyar Kuramusov (ur. 18 sierpnia 1974) – kazachski zapaśnik walczący w stylu wolnym. Zajął siedemnaste miejsce na mistrzostwach świata w 1995. Czwarty na mistrzostwach Azji w 1999. Złoty medalista na igrzyskach centralnej Azji w 1999 roku.